# Asimina reticulata
Asimina reticulata là loài thực vật có hoa thuộc họ Na. Loài này được Alvan Wentworth Chapman mô tả khoa học đầu tiên năm 1860 dựa trên mô tả trước đó của Robert James Shuttleworth.

## Hình ảnh

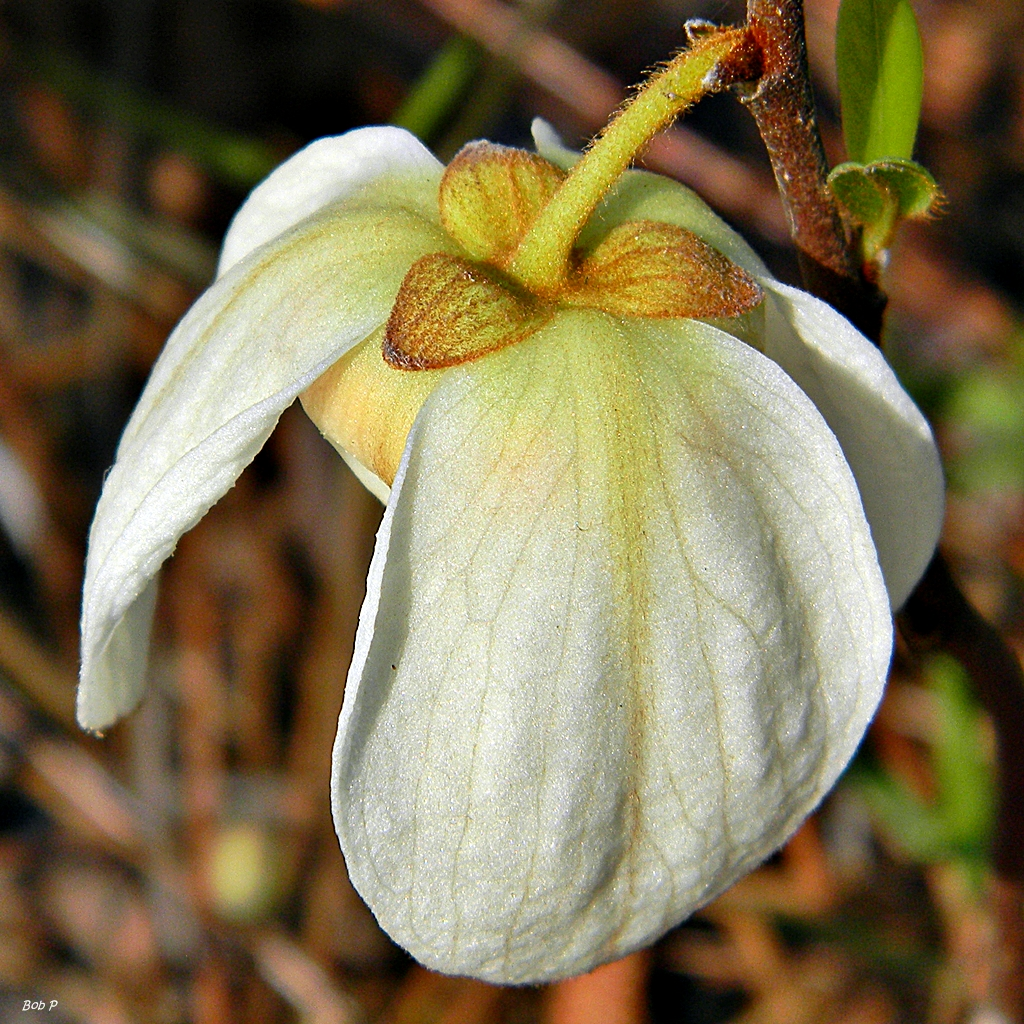
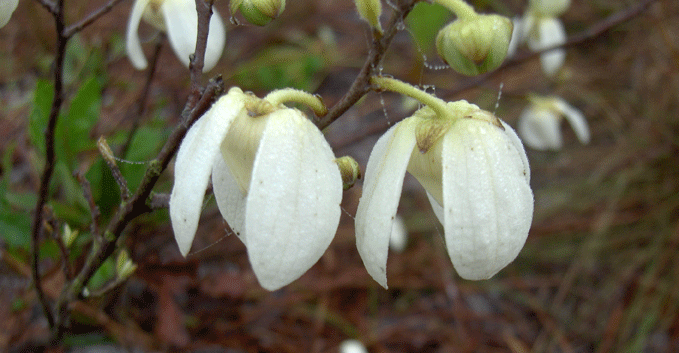
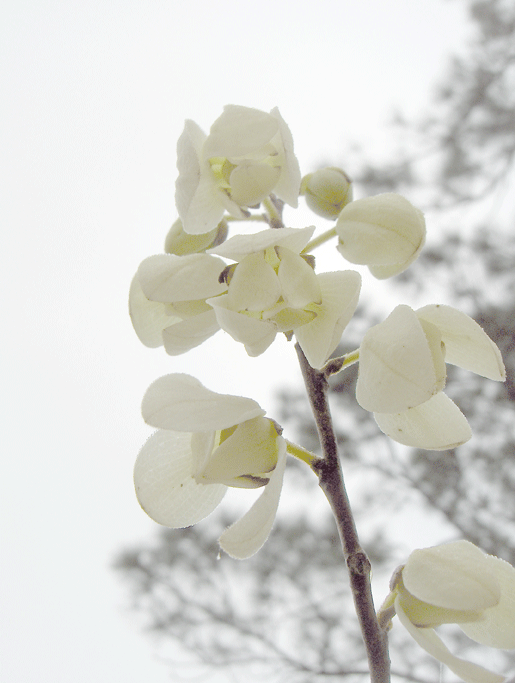